# 索邦高等工艺学校联盟大学
索邦高等工艺大学（法語：Hautes Écoles Sorbonne Arts et Métiers Université）是法国巴黎的一个大学与院校共同体。学校共有18所成员机构。

## 历史
学校的前身是2007年成立的高等教育研究中心。2015年，学校根据新法律改为大学与院校共同体。

## 成员机构

### 成员学校
- 法国国立高等工程技术学校 ENSAM
- 高等工业研究中心
- 国立工艺学院 CNAM
- 布勒学校
- 杜佩里学校
- 高等图形艺术工业学校
- 卢浮宫学校
- 国立高等应用艺术与工艺学校
- 巴黎-拉维莱特国立高等建筑学校 ENSAPLV
- 国立高等工业创意学校
- 法国时尚学院
- 法国国立遗产学院
- 欧洲知识经济与管理学院 SKEMA
- 国立高等工业创意学校
- 巴黎商学院 Paris School of Business

### 伙伴学校
- 新闻教育中心